# أندريس مدريد
أندريس مدريد (بالإسبانية: Andrés Madrid)‏ هو لاعب كرة قدم ومدرب كرة قدم أرجنتيني في مركز الوسط، ولد في 29 يوليو 1981 في مار دل بلاتا في الأرجنتين. لعب مع جيمناسيا لابلاتا وسبورتينغ براغا ونادي بورتو ونادي ريكرياتيفو ديسبورتيفو دو ليبولو وناسيونال ماديرا.

## وصلات خارجية
- أندريس مدريد على موقع قاعدة بيانات كرة القدم.إي يو (الإنجليزية)
- أندريس مدريد على موقع Soccerway.com (الإنجليزية)